# Il Musichiere (rivista)
Il Musichiere è stata una rivista musicale specializzata italiana.

## Storia della rivista
La rivista venne fondata nel 1959 sull'onda del successo dell'omonima trasmissione televisiva del Programma Nazionale, dalla Arnoldo Mondadori Editore; la sede era a Milano in via Bianca di Savoia 20. Il numero zero fu pubblicato il 14 dicembre 1958.
Al settimanale collaborava anche il presentatore del Musichiere, Mario Riva, che aveva una rubrica fissa in cui rispondeva alle lettere dei lettori.
La rivista fu uno dei primi esempi di vendita abbinata a un gadget: ogni copia conteneva un flexi-disc con un brano musicale inciso, prodotto dalla casa discografica The Red Record; molti furono i cantanti pubblicati sui "flexi" del Musichiere, tra di loro: Tony Dallara, Wilma De Angelis, Jimmy Fontana, I Due Corsari, Giorgio Gaber, Franco Franchi, Luciano Tajoli.
Salvo qualche rara eccezione in cui sono stati re-incisi o ristampati, i brani sui flexi disc rappresentano versioni inedite, generalmente omesse nelle discografie dei vari artisti. Spesso si tratta anche dell'unico supporto su cui queste incisioni sono disponibili, nonostante tutti i problemi di durata e di qualità del suono che lo affliggono. Inoltre molte di queste canzoni sono cover di brani famosi portati al successo da altri artisti.
Fu anche il primo periodico italiano a pubblicare le classifiche di vendita dei dischi. Ogni settimana venivano pubblicate, nella rubrica "Battaglia delle note", i titoli delle dieci canzoni più vendute nelle principali città italiane, singolarmente e con un riepilogo nazionale.
Successivamente, sponsorizzato dalla rivista, nacque anche il festival del Musichiere.
Con la chiusura della trasmissione televisiva nel maggio 1960 e soprattutto in seguito alla morte di Mario Riva, nel settembre 1960, la rivista iniziò un lento declino che la portò a chiudere i battenti nel maggio 1961, con la pubblicazione del centoventiquattresimo numero.

## I flexi-disc pubblicati
| The Red Record numero di catalogo | Il Musichiere numero e data | Interprete                                | Titolo                                          |
| --------------------------------- | --------------------------- | ----------------------------------------- | ----------------------------------------------- |
| N. 20001 (vinile blu)             | N° 4 del 29 gennaio 1959    | Anita Traversi e l'Harmon-Pells Ensemble  | Con tutto il cuor                               |
| N. 20002 (vinile blu o rosa)      | N° 6 del 12 febbraio        | Johnny Ritter                             | Conoscerti                                      |
| N. 20003 (vinile rosa)            | N° 8 del 26 febbraio        | Tony Dallara e i Continentals             | Piove                                           |
| N. 20004 (vinile rosso)           | N° 10 del 12 marzo          | Anna Maria Fei con l'orchestra Kramer     | Donna                                           |
| N. 20005 (vinile rosa)            | N° 13 del 2 aprile          | Ella Fitzgerald                           | St. Louis Blues                                 |
| N. 20006 (vinile giallo)          | N° 15 del 16 aprile         | Roby Matano e I Campioni                  | Io sono il vento                                |
| N. 20007 (vinile giallo)          | N° 17 del 30 aprile         | Corrado Lojacono con I cinque menestrelli | Carina                                          |
| N. 20008 (vinile giallo)          | N° 20 del 21 maggio         | Arturo Testa                              | Mare del passato                                |
| N. 20009 (vinile rosso o verde)   | N° 19 del 14 maggio         | Nuccia Bongiovanni                        | Marjolaine                                      |
| N. 20010 (vinile giallo o verde)  | N° 21 del 28 maggio         | Ugo Scalise                               | Resta cu'mme                                    |
| N. 20011 (vinile verde)           | N° 22 del 4 giugno          | Bruno Pallesi                             | Tua                                             |
| N. 20012 (vinile blu)             | N° 23 dell'11 giugno        | Belén Amparán                             | Siboney                                         |
| N. 20013 (vinile giallo o blu)    | N° 24 del 18 giugno         | Wera Nepy                                 | Ladro di baci                                   |
| N. 20014 (vinile blu)             | N° 25 del 25 giugno         | Quartetto Cetra                           | Al chiar di luna porto fortuna                  |
| N. 20015                          | N° 26 del 2 luglio          | Anna D'Amico                              | Raggio di sole                                  |
| N. 20016                          | N° 27 del 9 luglio          | Wilma De Angelis                          | Brivido blu                                     |
| N. 20017                          | N° 28 del 16 luglio         | Michelino e il suo complesso              | Magic Moments                                   |
| N. 20018                          | N° 29 del 23 luglio         | Don Marino Barreto Junior                 | Per un bacio d'amor                             |
| N. 20019                          | N° 30 del 30 luglio         | Paolo Bacilieri                           | Julia                                           |
| N. 20020                          | N° 31 del 6 agosto          | I Dandies                                 | Arrivederci                                     |
| N. 20021                          | N° 32 del 13 agosto         | Jenny Luna                                | Quelqu'un viendra demain                        |
| N. 20022                          | N° 33 del 20 agosto         | Vanna Ibba e i Giullari                   | La verità                                       |
| N. 20023                          | N° 37 del 17 settembre      | Joe Sentieri                              | Ti prego amore                                  |
| N. 20024 (anche vinile blu)       | N° 34 del 27 agosto         | Elsa Bertuzzi                             | Occhi Blu                                       |
| N. 20025                          | N° 35 del 3 settembre       | Sophia Loren                              | Bing! Bang! Bong!                               |
| N. 20026                          | N° 36 del 10 settembre      | Luca Morosini                             | Ti dirò                                         |
| N. 20027                          | N° 38 del 24 settembre      | Anita Traversi e gli Oscars               | Proteggimi                                      |
| N. 20028                          | N° 39 del 1 ottobre         | Roby Guareschi                            | Che bambola!                                    |
| N. 20029                          | N° 40 dell'8 ottobre        | Mina                                      | Ho scritto col fuoco                            |
| N. 20030                          | N° 41 del 15 ottobre        | Nella Colombo                             | Tu vuoi così                                    |
| N. 20031                          | N° 42 del 22 ottobre        | Alberto Rabagliati                        | Scoubidou                                       |
| N. 20032                          | N° 43 del 29 ottobre        | Nicola Arigliano                          | All the Way                                     |
| N. 20033                          | N° 44 del 5 novembre        | Bruno Pallesi                             | Illudimi ancora                                 |
| N. 20034                          | N° 45 del 12 novembre       | Wilma De Angelis                          | Kiss Me, Kiss Me                                |
| N. 20035                          | N° 46 del 19 novembre       | Jimmy Duncan                              | Rock Around the Clock                           |
| N. 20036                          | N° 47 del 26 novembre       | Paolo Bacilieri                           | I Sing "Ammore"                                 |
| N. 20037                          | N° 48 del 3 dicembre        | Delia Scala                               | Femminilità                                     |
| N. 20038                          | N° 49 del 10 dicembre       | Anna Lori                                 | Tu non devi farlo più                           |
| N. 20039                          | N° 50 del 17 dicembre 1959  | Paolo Bacilieri                           | Accarezzame                                     |
| N. 20040                          | N° 56 del 28 gennaio 1960   | Vittorio De Sica                          | Signorinella                                    |
| N. 20041                          | N° 51 del 24 dicembre 1959  | Mario Riva                                | Buon Natale all'italiana                        |
| N. 20042                          | N° 52 del 31 dicembre 1959  | Pino Vinci                                | Tutti Frutti                                    |
| N. 20043                          | N° 53 del 7 gennaio 1960    | Joe Sentieri                              | Vecchio frack                                   |
| N. 20044                          | N° 54 del 14 gennaio        | Pino Vinci                                | Il tuo bacio è come un rock                     |
| N. 20045                          | N° 55 del 21 gennaio        | Joe Sentieri                              | Milioni di scintille                            |
| N. 20046                          | N° 57 del 4 febbraio        | Jimmy Fontana                             | Venus                                           |
| N. 20047                          | N° 58 dell'11 febbraio      | Jenny Luna                                | Tintarella di luna                              |
| N. 20048                          | N° 59 del 18 febbraio       | Rik Valente                               | Ghiaccio bollente                               |
| N. 20049                          | N° 60 del 25 febbraio       | Pino Vinci                                | È vero                                          |
| N. 20050                          | N° 61 del 3 marzo           | Lia Scutari                               | Cerasella rock                                  |
| N. 20051                          | N° 62 del 10 marzo          | Corrado Lojacono                          | Come pioveva                                    |
| N. 20052                          | N° 63 del 17 marzo          | Pino Vinci                                | Libero                                          |
| N. 20053                          | N° 65 del 31 marzo          | Anita Traversi                            | Dimmelo con un disco                            |
| N. 20054                          | N° 64 del 24 marzo          | Pino Vinci                                | Romantica                                       |
| N. 20055                          | N° 66 del 7 aprile          | Franco Franchi                            | Marina                                          |
| N. 20056                          | N° 67 del 14 aprile         | Rosella Masseglia Natali                  | Domenica è sempre domenica                      |
| N. 20057                          | N° 68 del 21 aprile         | Miriam Del Mare                           | Quando vien la sera                             |
| N. 20058                          | N° 70 del 5 maggio          | I Campioni                                | Torna a Surriento                               |
| N. 20059                          | N° 69 del 28 aprile         | Luciano Tajoli                            | E' mezzanotte                                   |
| N. 20060                          | N° 71 del 12 aprile         | Wilma De Angelis                          | "A" come amore                                  |
| N. 20061                          | N° 72 del 19 maggio         | Paola Orlandi                             | Vivo perché ti amo (Love Me Forever)            |
| N. 20062                          | N° 74 del 2 giugno          | Jenny Luna                                | Folle banderuola                                |
| N. 20063                          | N° 73 del 26 maggio         | Luciano Tajoli                            | Il mare                                         |
| N. 20064                          | N° 75 del 9 giugno          | Giustino Durano                           | Kriminal tango                                  |
| N. 20065                          | N° 76 del 16 giugno         | Arturo Testa                              | 'O sole mio                                     |
| N. 20066                          | N° 77 del 23 giugno         | Corrado Lojacono                          | Non passa più                                   |
| N. 20067                          | N° 78 del 30 giugno         | Mina                                      | Personalità (Personality)                       |
| N. 20068                          | N° 79 del 7 luglio          | Wera Nepy                                 | Morgen                                          |
| N. 20069                          | N° 80 dell'11 luglio        | Flo Sandon's                              | Por dos besos                                   |
| N. 20070                          | N° 81 del 16 luglio         | Marisa Rossi                              | Scandalo al sole                                |
| N. 20071                          | N° 82 del 23 luglio         | Quartetto Cetra                           | Mustapha                                        |
| N. 20072                          | N° 83 del 30 luglio         | Marino Marini                             | I' te vurria vasà                               |
| N. 20073                          | N° 84 del 6 agosto          | Giorgio Gaber                             | Ciao, baby ciao                                 |
| N. 20074                          | N° 85 del 13 agosto         | Lia Scutari                               | Notte mia                                       |
| N. 20075                          | N° 86 del 20 agosto         | I Due Corsari                             | Non occupatemi il telefono                      |
| N. 20076                          | N° 87 del 27 agosto         | Mina                                      | You Are My Destiny                              |
| N. 20077                          | N° 88 del 3 settembre       | Jimmy Fontana                             | Words (Semplici parole)                         |
| N. 20078                          | N° 89 del 10 settembre      | Wilma De Angelis                          | Briciole di baci                                |
| N. 20079                          | N° 90 del 17 settembre      | Jula De Palma                             | Amare è una favola                              |
| N. 20080                          | N° 91 del 24 settembre      | Luciano Tajoli                            | Il nostro concerto                              |
| N. 20081                          | N° 92 del 1 ottobre         | Flo Sandon's                              | Nessuno al mondo                                |
| N. 20082                          | N° 93 dell'8 ottobre        | Franco Franchi                            | Voce 'e notte                                   |
| N. 20083                          | N° 94 del 15 ottobre        | Franco Vicini                             | You and me, innamorati                          |
| N. 20084                          | N° 95 del 22 ottobre        | Jimmy Fontana                             | Ruberò il respiro dei fiori                     |
| N. 20085                          | N° 97 del 5 novembre        | Colin Hicks                               | Impazzivo per te                                |
| N. 20086                          | N° 96 del 29 ottobre        | Mina                                      | Rossetto sul colletto (Lipstick on Your Collar) |
| N. 20087                          | N° 100 del 26 novembre      | Emilio Pericoli                           | Innamoratissimo                                 |
| N. 20088                          | N° 99 del 19 novembre       | I Due Corsari                             | Comme facette mammeta                           |
| N. 20089                          | N° 98 del 12 novembre       | Tony Dallara                              | Come prima                                      |
| N. 20090                          | N° 102 del 10 dicembre      | Gastone Parigi                            | Uno a te, uno a me                              |
| N. 20091                          | N° 101 del 3 dicembre       | Franco De Marchis                         | Parlami d'amore Mariù                           |
| N. 20092                          | N° 103 del 17 dicembre      | Aurelio Fierro                            | 'O zampugnaro 'nnammorato                       |
| N. 20093                          | N° 104 del 24 dicembre      | Nilla Pizzi                               | Abbracciami                                     |
| N. 20094                          | N° 105 del 31 dicembre      | Wilma De Angelis                          | Splende il sole                                 |
| N. 20095                          | N° 106 del 7 gennaio 1961   | Nuccia Bongiovanni                        | Adonis                                          |
| N. 20096                          | N° 107 del 14 gennaio       | Giorgio Gaber                             | Il barattolo                                    |